# 1564 Srbija
1564 Srbija là một tiểu hành tinh. Nó được phát hiện ngày 15 tháng 10 năm 1936 bởi Milorad B. Protić ở Belgrade, Vương quốc Nam Tư, bây giờ là Serbia.
Nó được đặt tên cho đất nước Serbia.